# Marathonschaatsen 2024/2025
Het seizoen 2024/25 in het marathonschaatsen begon op 19 oktober 2024 en duurt tot en met 1 maart 2025.

## Algemeen
Het marathonseizoen bestaat uit een aantal competitie en individuele wedstrijden.
| Competitie/Wedstrijd          |                |
| ----------------------------- | -------------- |
| Marathon Cup                  | 16 wedstrijden |
| NK Marathon op kunstijs       | 1 wedstrijd    |
| Grand prix                    | 6 wedstrijden  |
| Open NK Marathon op natuurijs | 1 wedstrijd    |
| De Vier van Noord-Holland     | 4 wedstrijden  |
| Klassiekers op natuurijs *    | ?              |
| NK Marathon op natuurijs      | ?              |
| Elfstedentocht                | ?              |

* Het aantal wedstrijden op natuurijs staat uiteraard niet van tevoren vast, aangezien dit afhankelijk is van de weersomstandigheden.
Van alle wedstrijden die in het seizoen gereden worden, wordt een marathon ranking opgemaakt. Deze laat zien welke rijders gedurende het seizoen het beste presteren over álle wedstrijden.
Daarnaast wordt er een klassement opgemaakt over de wedstrijden van de Marathon Cup. Ook van de Grand Prix-wedstrijden wordt een apart klassement bijgehouden.

Binnen het marathonschaatsen wordt er gereden in 4 divisies:
- Top-divisie mannen
- Top-divisie vrouwen
- Beloften mannen
- Beloften vrouwen

## Prijzengeld[1]

##### Dagprijzen Marathon Cup
In onderstaande tabel volgt de verdeling van het prijzengeld per categorie.
| Pos. | Top-divisie | Beloften |
| ---- | ----------- | -------- |
| 1    | € 175       | € 100    |
| 2    | € 150       | € 75     |
| 3    | € 125       | € 65     |
| 4    | € 100       | € 55     |
| 5    | € 75        | € 45     |
| 6    | € 50        | € 35     |
| 7    | € 25        | € 25     |

##### Eindklassement Marathon Cup
In onderstaande tabel volgt de verdeling van het prijzengeld per categorie.
| Pos. | Top-divisie | Beloften |
| ---- | ----------- | -------- |
| 1    | € 1.000     | € 300    |
| 2    | € 750       | € 250    |
| 3    | € 600       | € 200    |
| 4    | € 500       | € 181    |
| 5    | € 400       | € 163    |
| 6    | € 350       | € 143    |
| 7    | € 300       | € 125    |
| 8    | € 250       | € 100    |
| 9    | € 200       | € 75     |
| 10   | € 150       | € 50     |

Voor de natuurijswedstrijden, zoals de natuurijsmeerdaagse en de Grand Prix-wedstrijden langer dan 110 kilometer, geldt dat het prijzengeld van de dagprijzen wordt vermenigvuldigd met een factor 1,5.

## Wijzigingen regelement
De eerste inhoudelijke wijziging waar Nelie Schouten op wijst gaat over artikel 410.10. Hierin gaat het over een overtreding van een marathonschaatser met als doel een ploeggenoot te laten winnen. De overtreder krijgt nu een rode kaart en de profiterende schaatser zal nu gedeclasseerd worden. Dit geldt overigens ook als de profiterende schaatser alleen aankomt. In dat geval wordt hij geklasseerd op de laatste plaats van de eerste achtervolgende groep.
Daarnaast geeft het reglement nu bij zogenoemde kickfinishes meer ruimte aan de jury. Waar voorheen bij het naar voren schoppen van de schaats altijd automatisch een rode kaart gegeven werd kan nu afhankelijk van de situatie een gele of een rode kaart worden gegeven.

## Verloop

### Kunstijs
Het seizoen startte op 19 oktober met een wedstrijd om de Marathon Cup in Amsterdam. 

### Natuurijs
Vanwege het smeltende ijs, onvoldoende vorst en dat er een sneeuwregen voorspeld werd, heeft de KNSB besloten om de Grand Prix 3; Alternatieve Elfstedentocht Weissensee 2025 niet door te laten gaan.

## Kalender[4]
| Datum       | Plaats      | Wedstrijd                                                          | Competitie                | Categorieën | Categorieën | Categorieën | Categorieën | Categorieën |
| Datum       | Plaats      | Wedstrijd                                                          | Competitie                | M           | V           | MB          | VB          | M           |
| ----------- | ----------- | ------------------------------------------------------------------ | ------------------------- | ----------- | ----------- | ----------- | ----------- | ----------- |
| 19 oktober  | Amsterdam   | Marathon Cup 1; 52e Jaap Eden Trofee                               | Daikin Marathon Cup       | X           | X           | X           | X           |             |
| 26 oktober  | Alkmaar     | Marathon Cup 2; Ruiter Dakkapellen Marathon                        | Daikin Marathon Cup       | X           | X           | X           | X           |             |
| 2 november  | Den Haag    | Marathon Cup 3; Uithof Bokaal                                      | Daikin Marathon Cup       | X           | X           | X           | X           |             |
| 9 november  | Heerenveen  | Marathon Cup 4                                                     | Daikin Marathon Cup       | X           | X           |             |             |             |
| 16 november | Haarlem     | Marathon Cup 5; Jan van der Hoorn Schaatssport Marathon            | Daikin Marathon Cup       | X           | X           | X           | X           |             |
| 23 november | Hoorn       | Marathon Cup 6; Sjoerd Huisman Bokaal/Wokke Vastgoed Marathon 2024 | Daikin Marathon Cup       | X           | X           | X           | X           |             |
| 30 november | Heerenveen  | Marathon Cup 7; Royal A-Ware Marathon                              | Daikin Marathon Cup       | X           | X           | X           | X           |             |
| 7 december  | Leeuwaarden | Marathon Cup 8; Houthandel Boersma Marathon                        | Daikin Marathon Cup       | X           | X           | X           | X           |             |
| 12 december | Alkmaar     | De Vier van Noord-Holland 1                                        | De Vier van Noord-Holland | X           | X           |             |             |             |
| 13 december | Hoorn       | De Vier van Noord-Holland 2                                        | De Vier van Noord-Holland | X           | X           |             |             |             |
| 14 december | Haarlem     | De Vier van Noord-Holland 3                                        | De Vier van Noord-Holland | X           | X           |             |             |             |
| 15 december | Amsterdam   | De Vier van Noord-Holland 4; finale                                | De Vier van Noord-Holland | X           | X           |             |             |             |
| 21 december | Breda       | Marathon Cup 9; Club-assistent Brabantcup 1                        | Daikin Marathon Cup       | X           | X           | X           | X           |             |
| 1 januari   | Heerenveen  | Nederlands Kampioenschap Marathon kunstijs                         |                           | X           | X           | X           | X           | X           |
| 4 januari   | Enschede    | Marathon Cup 10                                                    | Daikin Marathon Cup       | X           | X           | X           | X           |             |
| 10 januari  | Eindhoven   | Marathon Cup 11; Club-assistent Brabantcup 2                       | Daikin Marathon Cup       | X           | X           |             | X           |             |
| 11 januari  | Tilburg     | Marathon Cup 12; Club-assistent Brabantcup 3                       | Daikin Marathon Cup       | X           | X           | X           |             |             |
| 18 januari  | Deventer    | Marathon Cup 13                                                    | Daikin Marathon Cup       | X           | X           | X           |             |             |
| 23 januari  | Weissensee  | Grand Prix 1; Aart Koopmans Memorial                               | Grand prix                | X           | X           |             |             |             |
| 25 januari  | Weissensee  | Open Nederlandskampioenschap Marathon natuurijs                    |                           | X           | X           |             |             | X           |
| 27 januari  | Weissensee  | Grand Prix 2; sprint                                               | Grand prix                | X           | X           |             |             |             |
| 29 januari  | Weissensee  | Grand Prix 3; Alternatieve Elfstedentocht Weissensee               | Grand prix                | Af.         | Af.         |             |             |             |
| 8 februari  | Heerenveen  | Marathon cup 14; Rein Zwart Bokaal                                 | Daikin Marathon Cup       | X           | X           | X           | X           |             |
| 15 februari | Utrecht     | Marathon Cup 15                                                    | Daikin Marathon Cup       | X           | X           | X           | X           |             |
| 19 februari | Luleå       | Grand Prix 4                                                       | Grand prix                | X           | X           |             |             |             |
| 21 februari | Luleå       | Grand Prix 5                                                       | Grand prix                | X           | X           |             |             |             |
| 22 februari | Luleå       | Grand Prix 6                                                       | Grand prix                | X           | X           |             |             |             |
| 1 maart     | Groningen   | Marathon Cup 16; finale                                            | Daikin Marathon Cup       | X           | X           | X           | X           |             |

## Uitslagen

### Top-divisie Mannen
| Datum          | Plaats      | Onderdeel                   | Eerste             | Tweede            | Derde             |
| -------------- | ----------- | --------------------------- | ------------------ | ----------------- | ----------------- |
| 19 oktober     | Amsterdam   | Marathon Cup 1              | Homme Jan de Groot | Jordy van Workum  | Jordy Harink      |
| 26 oktober     | Alkmaar     | Marathon Cup 2              | Bart Hoolwerf      | Harm Visser       | Bart Swings       |
| 2 november     | Den Haag    | Marathon Cup 3              | Bart Swings        | Tjerk de Boer     | Harm Visser       |
| 9 november     | Heerenveen  | Marathon Cup 4              | Luc ter Haar       | Tjerk de Boer     | Bart Swings       |
| 16 november    | Haarlem     | Marathon Cup 5              | Bart Hoolwerf      | Sjoerd den Hertog | Jorrit Bergsma    |
| 23 november    | Hoorn       | Marathon Cup 6              | Wisse Slendebroek  | Harm Visser       | Evert Hoolwerf    |
| 30 november    | Heerenveen  | Marathon Cup 7              | Harm Visser        | Evert Hoolwerf    | Tjerk de Boer     |
| 7 december     | Leeuwaarden | Marathon Cup 8              | Bart Hoolwerf      | Evert Hoolwerf    | Harm Visser       |
| 12 december    | Alkmaar     | De Vier van Noord-Holland 1 | Bart Hoolwerf      | Christian Haasjes | Harm Visser       |
| 13 december    | Hoorn       | De Vier van Noord-Holland 2 | Luc ter Haar       | Bart Hoolwerf     | Harm Visser       |
| 14 december    | Haarlem     | De Vier van Noord-Holland 3 | Bart Hoolwerf      | Bart Swings       | Jorian ten Cate   |
| 15 december    | Amsterdam   | De Vier van Noord-Holland 4 | Bart Swings        | Luc ter Haar      | Bart Hoolwerf     |
| 21 december    | Breda       | Marathon Cup 9              | Christian Haasjes  | Harm Visser       | Jordy van Workum  |
| 1 januari      | Heerenveen  | NK Marathon kunstijs        | Christian Haasjes  | Jorrit Bergsma    | Lars Woelders     |
| 4 januari      | Enschede    | Marathon Cup 10             | Bart Hoolwerf      | Jorin ten Cate    | Luc ter Haar      |
| 10 januari     | Eindhoven   | Marathon Cup 11             | Jorrit Bergsma     | Ronald Haasjes    | Mats Stoltenborg  |
| 11 januari     | Tilburg     | Marathon Cup 12             | Evert Hoolwerf     | Luc ter Haar      | Daan Gelling      |
| 18 januari     | Deventer    | Marathon Cup 13             | Bart Hoolwerf      | Christian Haasjes | Luc ter Haar      |
| 23 januari     | Weissensee  | Grand Prix 1                | Sjoerd den Hertog  | Wisse Slendebroek | Lars Woelders     |
| 25 januari     | Weissensee  | ONK natuurijs               | Wisse Slendebroek  | Ronald Haasjes    | Jeroen Janissen   |
| 27 januari     | Weissensee  | Grand Prix 2                | Luc ter Haar       | Harm Visser       | Sjoerd den Hertog |
| 29 januari     | Weissensee  | Grand Prix 3                | Afgelast           | Afgelast          | Afgelast          |
| 8 februari     | Heerenveen  | Marathon Cup 14             |                    |                   |                   |
| 15 februari    | Utrecht     | Marathon Cup 15             |                    |                   |                   |
| 19 februari    | Luleå       | Grand Prix 4                |                    |                   |                   |
| 21 februari    | Luleå       | Grand Prix 5                |                    |                   |                   |
| 22 februari    | Luleå       | Grand Prix 6                |                    |                   |                   |
| 1 maart        | Groningen   | Marathon Cup 16             |                    |                   |                   |
| Eindklassement |             |                             |                    |                   |                   |

| Klassement                | Eerste        | Tweede      | Derde        |
| ------------------------- | ------------- | ----------- | ------------ |
| Daikin Marathon Cup       |               |             |              |
| Grand prix                |               |             |              |
| De Vier van Noord-Holland | Bart Hoolwerf | Bart Swings | Luc ter Haar |
| Natuurijs Cup?            |               |             |              |

### Top-divisie Vrouwen
| Datum          | Plaats      | Onderdeel                   | Eerste             | Tweede               | Derde                |
| -------------- | ----------- | --------------------------- | ------------------ | -------------------- | -------------------- |
| 19 oktober     | Amsterdam   | Marathon Cup 1              | Marijke Groenewoud | Bente Kerkhoff       | Esther Kiel          |
| 26 oktober     | Alkmaar     | Marathon Cup 2              | Marijke Groenewoud | Tessa Snoek          | Sofia Schilder       |
| 2 november     | Den Haag    | Marathon Cup 3              | Marijke Groenewoud | Bente Kerkhoff       | Lianne van Loon      |
| 9 november     | Heerenveen  | Marathon Cup 4              | Marijke Groenewoud | Esther Kiel          | Bente Kerkhoff       |
| 16 november    | Haarlem     | Marathon Cup 5              | Bente Kerkhoff     | Maaike Verweij       | Veerle van Koppen    |
| 23 november    | Hoorn       | Marathon Cup 6              | Esther Kiel        | Bente Kerkhoff       | Elsemieke van Maaren |
| 30 november    | Heerenveen  | Marathon Cup 7              | Kim Talsma         | Esther Kiel          | Lianne van Loon      |
| 7 december     | Leeuwaarden | Marathon Cup 8              | Beau Wagemaker     | Elsemieke van Maaren | Jet Fransen          |
| 12 december    | Alkmaar     | De Vier van Noord-Holland 1 | Marijke Groenewoud | Bente Kerkhoff       | Esther Kiel          |
| 13 december    | Hoorn       | De Vier van Noord-Holland 2 | Marijke Groenewoud | Bente Kerkhoff       | Gioya Lancee         |
| 14 december    | Haarlem     | De Vier van Noord-Holland 3 | Marijke Groenewoud | Bente Kerkhoff       | Lianne van Loon      |
| 15 december    | Amsterdam   | De Vier van Noord-Holland 4 | Marijke Groenewoud | Bente Kerkhoff       | Esther Kiel          |
| 21 december    | Breda       | Marathon Cup 9              | Marijke Groenewoud | Esther Kiel          | Elsemieke van Maaren |
| 1 januari      | Heerenveen  | NK Marathon kunstijs        | Marijke Groenewoud | Bente Kerkhoff       | Kim Talsma           |
| 4 januari      | Enschede    | Marathon Cup 10             | Marijke Groenewoud | Gioya Lancee         | Bente Kerkhoff       |
| 10 januari     | Eindhoven   | Marathon Cup 11             | Marijke Groenewoud | Bente Kerkhoff       | Gioya Lancee         |
| 11 januari     | Tilburg     | Marathon Cup 12             | Marijke Groenewoud | Gioya Lancee         | Jet Fransen          |
| 18 januari     | Deventer    | Marathon Cup 13             | Bente Kerkhoff     | Esther Kiel          | Jet Fransen          |
| 23 januari     | Weissensee  | Grand Prix 1                | Femke Mossinkoff   | Esther Kiel          | Tessa Snoek          |
| 25 januari     | Weissensee  | ONK natuurijs               | Esther Kiel        | Tessa Snoek          | Elsemieke van Maaren |
| 27 januari     | Weissensee  | Grand Prix 2                | Tessa Snoek        | Esther Kiel          | Jet Fransen          |
| 29 januari     | Weissensee  | Grand Prix 3                | Afgelast           | Afgelast             | Afgelast             |
| 8 februari     | Heerenveen  | Marathon Cup 14             |                    |                      |                      |
| 15 februari    | Utrecht     | Marathon Cup 15             |                    |                      |                      |
| 19 februari    | Luleå       | Grand Prix 4                |                    |                      |                      |
| 21 februari    | Luleå       | Grand Prix 5                |                    |                      |                      |
| 22 februari    | Luleå       | Grand Prix 6                |                    |                      |                      |
| 1 maart        | Groningen   | Marathon Cup 16             |                    |                      |                      |
| Eindklassement |             |                             |                    |                      |                      |

| Klassement                | Eerste             | Tweede         | Derde       |
| ------------------------- | ------------------ | -------------- | ----------- |
| Daikin Marathon Cup       |                    |                |             |
| Grand prix                |                    |                |             |
| De Vier van Noord-Holland | Marijke Groenewoud | Bente Kerkhoff | Esther Kiel |
| Natuurijs Cup?            |                    |                |             |

### Beloften Mannen
| Datum          | Plaats      | Onderdeel            | Eerste              | Tweede              | Derde               |
| -------------- | ----------- | -------------------- | ------------------- | ------------------- | ------------------- |
| 19 oktober     | Amsterdam   | Marathon Cup 1       | Kevin van der Horst | Daan Berkhout       | Arjen van Damme     |
| 26 oktober     | Alkmaar     | Marathon Cup 2       | Bram Kras           | Jelle Koeleman      | Jochem Posthumus    |
| 2 november     | Den Haag    | Marathon Cup 3       | Joost de Jong       | Ruben Verkerk       | Morris Witkam       |
| 9 november     | Heerenveen  | Marathon Cup 4       | Niet van toepassing | Niet van toepassing | Niet van toepassing |
| 16 november    | Haarlem     | Marathon Cup 5       | Kevin van der Horst | Simon de Smit       | Jasper Tinga        |
| 23 november    | Hoorn       | Marathon Cup 6       | Arjen van Damme     | Arn Botman          | Chris de Velde      |
| 30 november    | Heerenveen  | Marathon Cup 7       | Ruben Verkerk       | Jochem Posthumus    | Kevin van der Horst |
| 7 december     | Leeuwaarden | Marathon Cup 8       | Nino van Dijk       | Daan Berkhout       | Bram Kras           |
| 21 december    | Breda       | Marathon Cup 9       | Nino van Dijk       | Arjen van Damme     | Bram Kras           |
| 1 januari      | Heerenveen  | NK Marathon kunstijs | Joost de Jong       | Sipke Sijtsema      | Rick de Ruijgt      |
| 4 januari      | Enschede    | Marathon Cup 10      | Kevin van der Horst | Joël Haasjes        | Simon de Smit       |
| 10 januari     | Eindhoven   | Marathon Cup 11      | Niet van toepassing | Niet van toepassing | Niet van toepassing |
| 11 januari     | Tilburg     | Marathon Cup 12      | Simon de Smit       | Bram Kras           | Rick de Ruijgt      |
| 18 januari     | Deventer    | Marathon Cup 13      | Kevin van der Horst | Joël Haasjes        | Simon de Smit       |
| 8 februari     | Heerenveen  | Marathon Cup 14      |                     |                     |                     |
| 15 februari    | Utrecht     | Marathon Cup 15      |                     |                     |                     |
| 1 maart        | Groningen   | Marathon Cup 16      |                     |                     |                     |
| Eindklassement |             |                      |                     |                     |                     |

| Klassement          | Eerste | Tweede | Derde |
| ------------------- | ------ | ------ | ----- |
| Daikin Marathon Cup |        |        |       |
| Natuurijs Cup?      |        |        |       |

### Beloften Vrouwen
| Datum          | Plaats      | Onderdeel            | Eerste              | Tweede              | Derde                  |
| -------------- | ----------- | -------------------- | ------------------- | ------------------- | ---------------------- |
| 19 oktober     | Amsterdam   | Marathon Cup 1       | Maaike Koelewijn    | Mayke Vriesinga     | Manon Gremmen          |
| 26 oktober     | Alkmaar     | Marathon Cup 2       | Maaike Koelewijn    | Mayke Vriesinga     | Melissa Mooijman       |
| 2 november     | Den Haag    | Marathon Cup 3       | Mayke Vriesinga     | Anna Marit Sybrandi | Melissa Mooijman       |
| 9 november     | Heerenveen  | Marathon Cup 4       | Niet van toepassing | Niet van toepassing | Niet van toepassing    |
| 16 november    | Haarlem     | Marathon Cup 5       | Manon Gremmen       | Susanne Prins       | Fleur Veen             |
| 23 november    | Hoorn       | Marathon Cup 6       | Maaike Koelewijn    | Manon Gremmen       | Anna Marit Sybrandi    |
| 30 november    | Heerenveen  | Marathon Cup 7       | Maaike Koelewijn    | Iris Tiben          | Mayke Vriesinga        |
| 7 december     | Leeuwaarden | Marathon Cup 8       | Anna Marit Sybrandi | Mayke Vriesinga     | Liset Speelman         |
| 21 december    | Breda       | Marathon Cup 9       | Anna Marit Sybrandi | Mayke Vriesinga     | Iris Tiben             |
| 1 januari      | Heerenveen  | NK Marathon kunstijs | Tijn Borst          | Vera van Ditshuizen | Kaat van Steekelenburg |
| 4 januari      | Enschede    | Marathon Cup 10      | Maaike Koelewijn    | Mayke Vriesinga     | Iris Tiben             |
| 10 januari     | Eindhoven   | Marathon Cup 11      | Vera van Ditshuizen | Anna Marit Sybrandi | Manon Gremmen          |
| 11 januari     | Tilburg     | Marathon Cup 12      | Niet van toepassing | Niet van toepassing | Niet van toepassing    |
| 18 januari     | Deventer    | Marathon Cup 13      | Niet van toepassing | Niet van toepassing | Niet van toepassing    |
| 8 februari     | Heerenveen  | Marathon Cup 14      |                     |                     |                        |
| 15 februari    | Utrecht     | Marathon Cup 15      |                     |                     |                        |
| 1 maart        | Groningen   | Marathon Cup 16      |                     |                     |                        |
| Eindklassement |             |                      |                     |                     |                        |

| Klassement          | Eerste | Tweede | Derde |
| ------------------- | ------ | ------ | ----- |
| Daikin Marathon Cup |        |        |       |
| Natuurijs Cup?      |        |        |       |

## Standen

### Club-assistent Brabantcup
Top-divisie mannen
| Nr.    | Naam               | Nationaliteit | Ploeg                           | Punten |
| ------ | ------------------ | ------------- | ------------------------------- | ------ |
| Goud   | Jorrit Bergsma     | Nederland     | Royal A-ware                    | 67,1   |
| Zilver | Ronald Haasjes     | Nederland     | Bouwselect / De Haan Westerhoff | 65     |
| Brons  | Jeroen Janissen    | Nederland     | OKAY/Interfarms                 | 60     |
| 4      | Christiaan Haasjes | Nederland     | Bouwselect / De Haan Westerhoff | 51,1   |
| 5      | Evert Hoolwerf     | Nederland     | Team Reggeborgh                 | 48,1   |
| 6      | Luc ter Haar       | Nederland     | Bouwselect / De Haan Westerhoff | 46     |
| 7      | Harm Visser        | Nederland     | Team Essent                     | 41     |
| 8      | Mats Stoltenborg   | Nederland     | Team Essent                     | 32     |
| 9      | Lars Woelders      | Nederland     | Sprog                           | 28     |
| 10     | Kars Jansman       | Nederland     |                                 | 27     |

Top-divisie vrouwen
| Nr.    | Naam                 | Nationaliteit | Ploeg                               | Punten |
| ------ | -------------------- | ------------- | ----------------------------------- | ------ |
| Goud   | Marijke Groenewoud   | Nederland     | Team Albert Heijn Zaanlander        | 75,3   |
| Zilver | Esther Kiel          | Nederland     | Puur ICT-BTZ                        | 49     |
| Brons  | Jet Fransen          | Nederland     | Wokke Vastgoed                      | 48     |
| 4      | Tessa Snoek          | Nederland     | VGR Sport / Vreugdenhil Dairy Foods | 46     |
| 5      | Elsemieke van Maaren | Nederland     | OKAY/Interfarms                     | 43     |
| 6      | Gioya Lancee         | Nederland     | Puur ICT-BTZ                        | 39     |
| 7      | Bente Kerkhoff       | Nederland     | Team Albert Heijn Zaanlander        | 38     |
| 8      | Kim Talsma           | Nederland     | Bouwbedrijf De Vries                | 30     |
| 9      | Tjilde Bennis        | Nederland     | Turner                              | 26     |
| 10     | Femke Mossinkoff     | Nederland     | VGR Sport / Vreugdenhil Dairy Foods | 23     |

### De Vier van Noord-Holland

##### Top-divisie mannen
| #      | Schaatser         | Nationaliteit | Ploeg                           | Punten |
| ------ | ----------------- | ------------- | ------------------------------- | ------ |
| Goud   | Bart Hoolwerf     | Nederland     | Team Reggeborgh                 | 88,2   |
| Zilver | Bart Swings       | België        | OKAY/Interfarms                 | 75     |
| Brons  | Jeroen Janissen   | Nederland     | OKAY/Interfarms                 | 67     |
| 4      | Harm Visser       | Nederland     | Team Essent                     | 66     |
| 5      | Sjoerd den Hertog | Nederland     | Royal A-ware                    | 62,1   |
| 6      | Luc ter Haar      | Nederland     | Bouwselect / De Haan Westerhoff | 62,1   |
| 7      | Daan Gelling      | Nederland     | Royal A-ware                    | 56     |
| 8      | Jorian ten Cate   | Nederland     | OKAY/Interfarms                 | 40     |
| 9      | Christian Haasjes | Nederland     | Bouwselect / De Haan Westerhoff | 38     |
| 10     | Wisse Slendebroek | Nederland     | Royal A-ware                    | 34     |

Top-divisie vrouwen
| #      | Schaatser            | Nationaliteit | Ploeg                               | Punten |
| ------ | -------------------- | ------------- | ----------------------------------- | ------ |
| Goud   | Marijke Groenewoud   | Nederland     | Team Albert Heijn Zaanlander        | 120,4  |
| Zilver | Bente Kerkhoff       | Nederland     | Team Albert Heijn Zaanlander        | 99     |
| Brons  | Esther Kiel          | Nederland     | Puur ICT-BTZ                        | 72     |
| 4      | Elsemieke van Maaren | Nederland     | OKAY/Interfarms                     | 60     |
| 5      | Gioya Lancee         | Nederland     | Puur ICT-BTZ                        | 58     |
| 6      | Lianne van Loon      | Nederland     | OKAY/Interfarms                     | 56     |
| 7      | Tessa Snoek          | Nederland     | VGR Sport / Vreugdenhil Dairy Foods | 39     |
| 8      | Kim Talsma           | Nederland     | Bouwbedrijf De Vries                | 35     |
| 6      | Sofia Schilder       | Nederland     | Wokke Vastgoed                      | 34     |
| 10     | Tjilde Bennis        | Nederland     | Turner                              | 33     |

Marathon Cup 1 · 
Marathon Cup 2 · 
Marathon Cup 3 ·
Marathon Cup 4 · 
Marathon Cup 5 · 
Marathon Cup 6 · 
Marathon Cup 7 · 
Marathon Cup 8 · 
De Vier van Noord-Holland 1 · 
De Vier van Noord-Holland 2 · 
De Vier van Noord-Holland 3 · 
De Vier van Noord-Holland 4 · 
Marathon Cup 9 · 
NK kunstijs · 
Marathon Cup 10 · 
Marathon Cup 11 · 
Marathon Cup 12 · 
Marathon Cup 13 · 
Grand Prix 1 · 
Open NK natuurijs · 
Grand Prix 2 · 
Grand Prix 3 · Marathon Cup 14 · 
Marathon Cup 15 · 
Grand Prix 4 · 
Grand Prix 5 · 
Grand Prix 6 ·  
Marathon Cup 16  · 
Klassementen: KNSB Cup ·
Jongeren · 
Ploegen ·
Grand Prix ·
Club-assistent Brabantcup ·
De Vier van Noord-Holland
Lijst van schaatsmarathonrijders 2024/2025
 Oranje leiderspak ·
 Rood-wit-blauw leiderspak · 
 Wit leiderspak
Nederlandse kampioenschappen: Kunstijs · Natuurijs · Open
Eindklassementen: KNSB Cup ·
 Jongeren klassement ·
Ploegenklassement ·
Grand prix klassement ·
Natuurijsklassement ·
Natuurvierdaagse ·
Club-assistent Brabantcup
Records en statistieken
Elfstedentocht
Natuurijsklassiekers: De 100 van Eernewoude · 
Amstelmeer Marathon · 
Ronde van Loosdrecht · 
Westland Marathon · 
Driedaagse van Ankeveen · 
Noorder Rondritten · 
Noordwesthoekrit · 
Oldambtrit · 
Hollands Venetiëtocht · 
Ronde van Duurswold · 
Ronde van Skarsterlân · 
Rottemerentocht · 
USA Marathon · 
Veluwemeertocht
Lijst van schaatsmarathons per kunstijsbaan: Alkmaar · Amsterdam · Assen · Breda · Den Haag · Deventer · Dronten · Eindhoven · Enschede · Geleen · Groningen · Haarlem · Heerenveen · Hoorn · Leeuwarden · Nijmegen · Rotterdam · Tilburg · Utrecht
Lijst van schaatsmarathons per natuurijsbaan: Hengelo · Polsbroek · Veenoord ·  Noordlaren · Haaksbergen ·  Winterswijk · Burgum · 
Awards: Marathonschaatser van het Jaar · Willem Poelstra Trofee
1972/1973 ·
1973/1974 ·
1974/1975 ·
1975/1976 ·
1976/1977 ·
1977/1978 ·
1978/1979 ·
1979/1980 ·
1980/1991 ·
1980/1981 ·
1981/1982 ·
1982/1983 ·
1983/1984 ·
1984/1985 ·
1985/1986 ·
1986/1987 ·
1987/1988 ·
1988/1989 ·
1989/1990 ·
1990/1991 ·
1991/1992 ·
1992/1993 ·
1993/1994 ·
1994/1995 ·
1995/1996 ·
1996/1997 ·
1997/1998 ·
1998/1999 ·
1999/2000 ·
2001/2002 ·
2002/2003 ·
2003/2004 ·
2004/2005 ·
2005/2006 ·
2006/2007 ·
2007/2008 ·
2008/2009 ·
2009/2010 ·
2010/2011 ·
2011/2012 ·
2012/2013 ·
2013/2014 ·
2014/2015 ·
2015/2016 ·
2016/2017 ·
2017/2018 ·
2018/2019 ·
2019/2020 ·
2020/2021 ·
2021/2022 ·
2022/2023 ·
2023/2024 ·
2024/2025